# Myrmotherula behni
Myrmotherula behni là một loài chim trong họ Thamnophilidae.